# Wa (fiume)
Il fiume Wa (in lingua thai: ลำน้ำว้า, trasl. lam nam Wàa) è un corso d'acqua della Thailandia del Nord. Scorre interamente nella provincia di Nan ed è affluente dell'omonimo fiume Nan, che fa parte del bacino idrografico del fiume Chao Phraya. Ha origine nel distretto nord-orientale di Bo Kluea dalle pendici del Doi Phi Pan Nam, che fa parte della catena dei monti di Luang Prabang, e sfocia nel Nan nel territorio del comune di Wiang Sa, capoluogo del distretto omonimo. Attraversa una delle regioni più incontaminate della Thailandia ed il suo corso attraversa i parchi nazionali di Doi Phu Kha e di Mae Charim.
Il fiume scorre tortuoso ed impetuoso tra le alture della zona, ricevendo le acque di diversi fiumi minori e torrenti. In passato veniva usato dai contrabbandieri per trasportare tronchi di legname pregiato ed altri materiali provenienti dalle locali foreste. Le numerose rapide del suo corso, che si sviluppano per una distanza di circa 100 km, sono diventate popolari dagli inizi degli anni 2000 per gli appassionati di rafting. Il periodo migliore per navigare è tra settembre e gennaio ed i gradi di difficoltà di navigazione sono compresi tra il livello III ed il livello V della scala WW.
Alcuni segmenti del fiume sono pianeggianti, scorrono tra rive sabbiose e consentono la balneazione. Nei dintorni del fiume sono stati approntati percorsi per il trekking e per le mountain bike.